# Bel-Air (Los Angeles)
Bel Air, també Bel-Air és un barri residencial exclusiu a uns 19 quilòmetres a l'est de la ciutat de Los Angeles, Califòrnia, Estats Units. L'elegant comunitat va ser fundada per Alphonzo Bell el 1923 i formava part de l'anomenat "Golden Triangle" (triangle daurat) juntament amb Beverly Hills i Holmby Hills.

## Demografia
Segons el cens del 2000 hi havia 7.928 residents permanents dels quals el 86,24% eren de raça blanca, 1,93% de raça negra, 0,06% d'indis, 6,84% de raça asiàtica, i 4,80% d'altres races. Prop del 4,65% de la població és d'origen hispà.

## Residències
A Bel Air es troben les mansions més luxoses de l'àrea, les propietats poden arribar a costar vint milions de dòlars. Algunes persones prefereixen el baix Bel Air perquè és més proper a Sunset Boulevard. Nombroses personalitats viuen en aquest barri, com l'expresident Ronald Reagan, que va viure al 668 de St. Cloud Road (formalment era el 666, es va canviar per eludir un nombre satànic).

## Televisió
Diverses sèries de televisió s'han filmat a Bel Air, la més destacada és, sens dubte, El Príncep de Bel-Air, encara que n'hi ha moltes altres.